# Tupolev Tu-22M

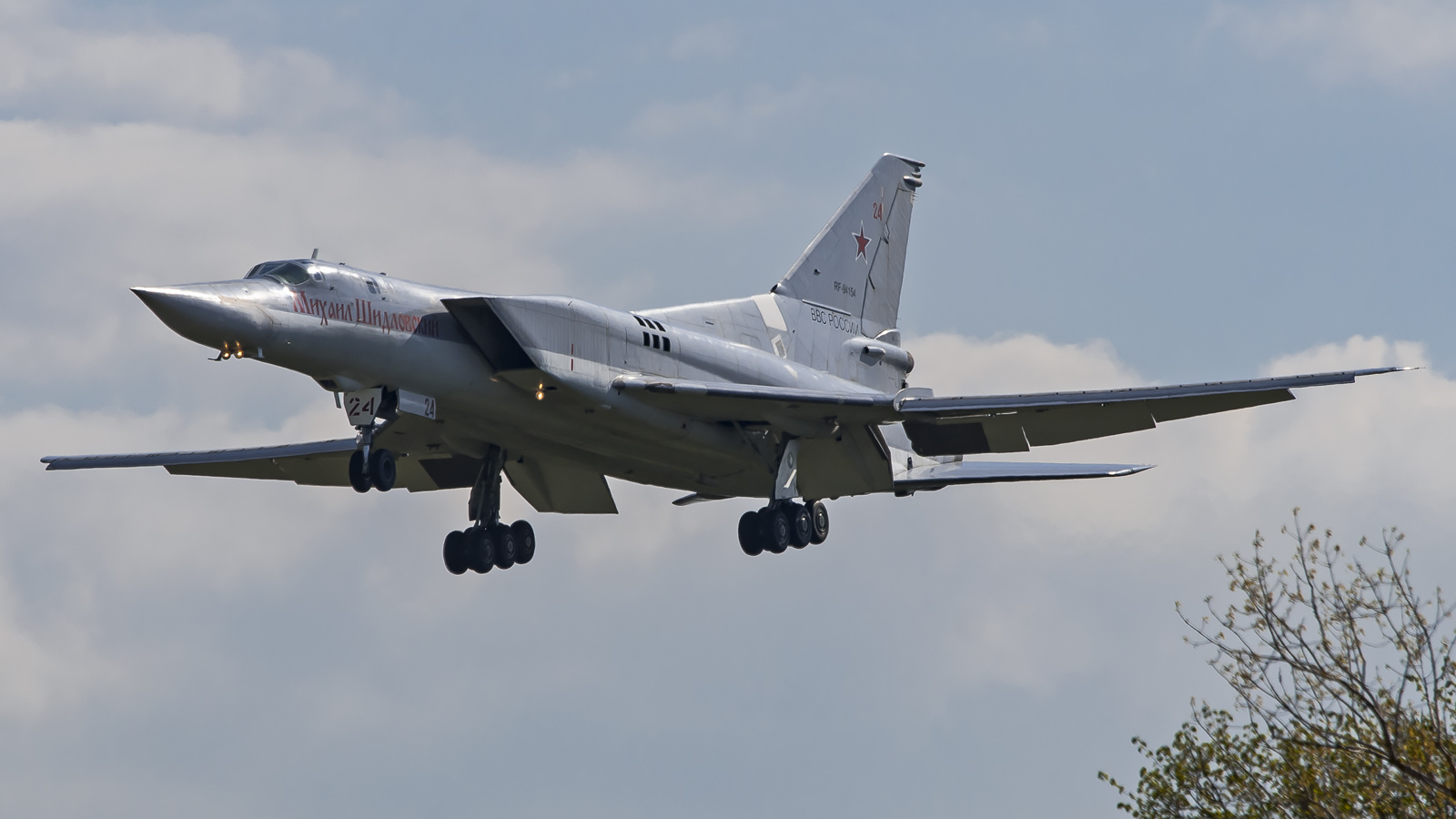
Tupolev Tu-22M3

Tupolev Tu-22M (Tên hiệu NATO "Backfire") là một máy bay ném bom tấn công trên biển, siêu thanh, cánh cụp cánh xoè tầm xa được phát triển tại Liên bang Xô viết. Tổng cộng 497 chiếc đã được chế tạo. Khoảng 100 chiếc máy bay loại này vẫn đang phục vụ trong Không quân Nga (năm 2014).

## Phát triển

### Bối cảnh
Chiếc Tu-22 'Blinder' không mang lại nhiều thành công như mong đợi, ở một số khía cạnh còn kém hơn cả chiếc Tu-16 'Badger' trước đó. Đặc biệt, tầm hoạt động và tính năng cất cánh của nó là những điểm yếu nhất. Thậm chí ngay khi 'Blinder' đã đi vào hoạt động, Phòng thiết kế Tupolev đã bắt tay vào một bản thiết kế thay thế cho nó.

Tương tự như hai dự án cùng thời là Mikoyan-Gurevich MiG-23 'Flogger' và Sukhoi Su-17 'Fitter', các ưu điểm của kiểu cánh biến đổi dạng hình học dường như khá hấp dẫn, cho phép kết hợp tính năng cất cánh đường băng ngắn, tốc độ bay tiết kiệm nhiên liệu hiệu quả, duy trì tốc độ cao tốc, khả năng bay thấp. Kết quả là một loại máy bay cánh cụp cánh xòe mới được đặt tên là Samolet 145, xuất xứ từ loại Tu-22, với một số đặc điểm vay mượn từ loại Tu-98 'Backfin' đã bị hủy bỏ.

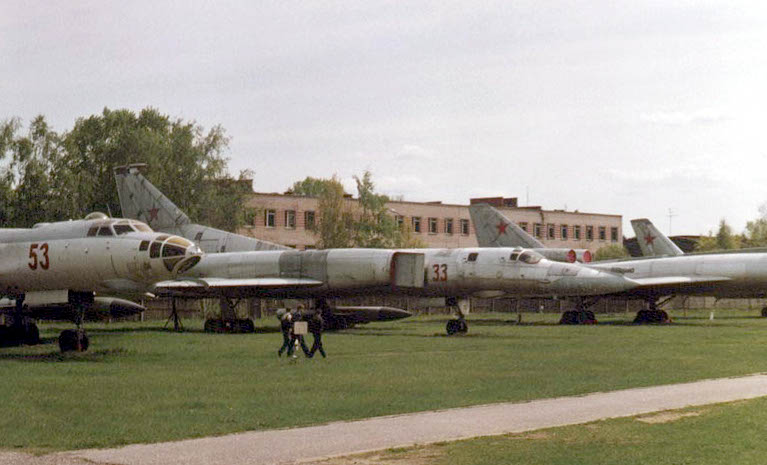
Tu-22M tại Bảo tàng Monino

Nguyên mẫu đầu tiên, Tu-22M0, cất cánh lần đầu ngày 30 tháng 8 năm 1969. NATO đã quan sát được chiếc máy bay này ở cùng thời điểm. Trong nhiều năm phương Tây tin rằng tên định danh trong hoạt động của nó là Tu-26. Trong những cuộc đàm phán SALT hồi thập niên 1980 người Liên Xô gọi nó là Tu-22M. Ở thời điểm đó, chính quyền các nước phương Tây nghi ngờ sự gian dối trong đặt tên định danh là có chủ đích nhằm tạo cảm giác nó chỉ đơn giản là một biến thể của loại Tu-22 chứ không phải là một loại vũ khí hiện đại hơn nhiều trong thực tế. Bây giờ rõ ràng Tu-22M là tên định danh chính xác, và sự liên quan của nó với loại Tu-22 trước đó là hành động có chủ đích của Tupolev nhằm thuyết phục chính phủ Xô viết rằng đó là một loại máy bay kinh tế, tiếp nối chiếc máy bay trước đó. Thực tế, bánh đáp phía trước và khoang chứa bom được lấy từ loại Tu-22 nguyên bản. (Tương tự như điều xảy ra ở Hoa Kỳ trong thập niên 1950 với chiếc máy bay Lockheed F-94C Starfire, nguyên bản là F-97, và North American F-86D Sabre, nguyên bản là F-95.)
Chỉ chín chiếc Tu-22M0 giai đoạn tiền sản xuất được chế tạo, tiếp theo đó là chín chiếc Tu-22M1 năm 1971 và 1972. Chúng được NATO gọi là Backfire-A'.

### Sản xuất

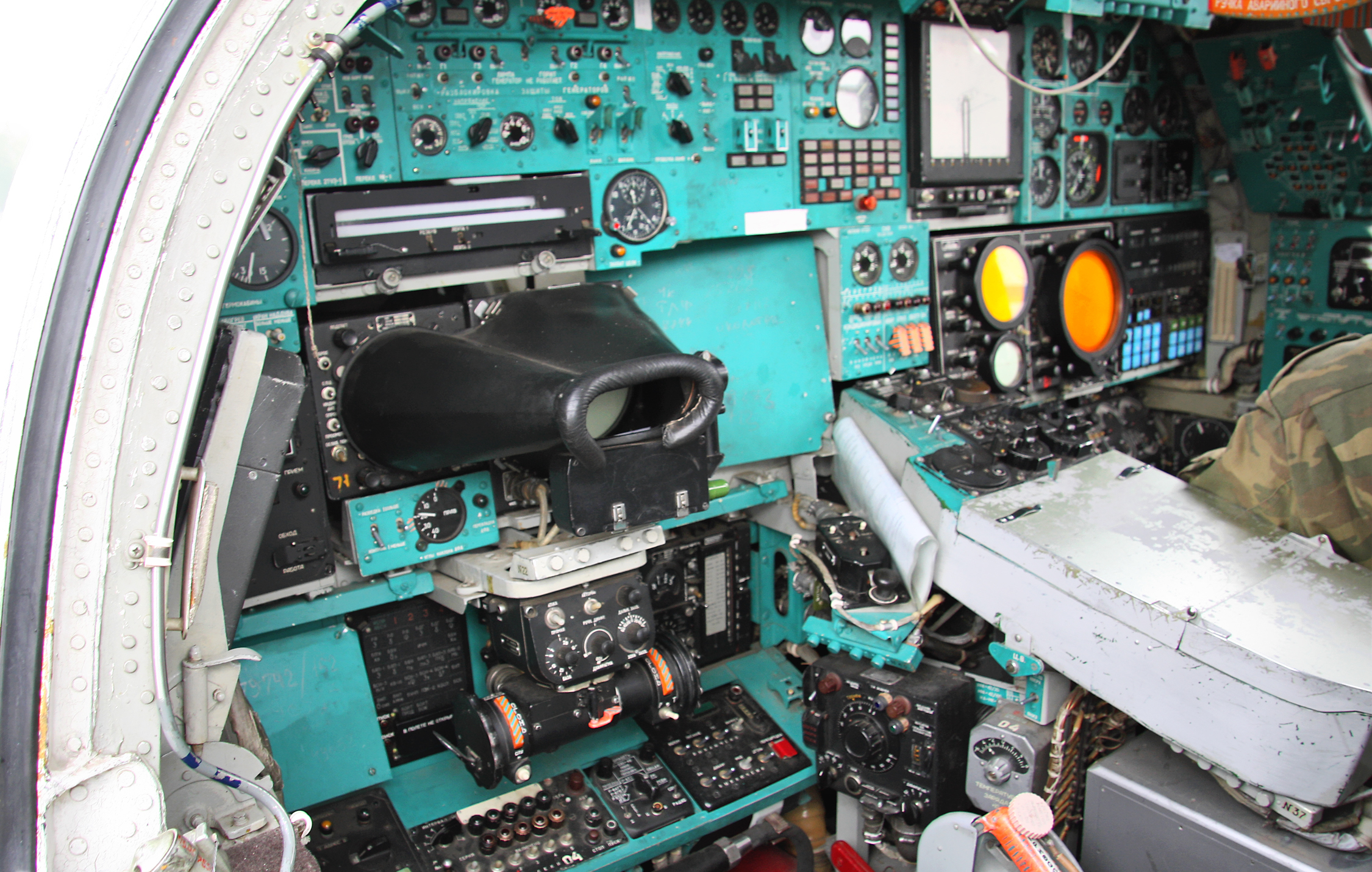
Bên trái buồng lái

Phiên bản sản xuất hàng loạt đầu tiên, bắt đầu được chế tạo năm 1972, là chiếc Tu-22M2 ('Backfire-B'), với cánh dài hơn và thân được thiết kế lại hầu như toàn bộ (đủ chỗ cho phi đội bốn người, sử dụng hai động cơ NK-22 với kiểu cửa hút khí giống loại F-4 Phantom II, và bộ bánh đáp mới đặt trong cánh chứ không phải trong các vỏ lớn. Chúng thường được trang bị tên lửa hành trình/tên lửa chống tàu, thường là một hay hai quả tên lửa chống tàu AS-4 'Kitchen'. Một số chiếc Tu-22M2 sau này được tái trang bị với động cơ NK-23 mạnh hơn và được đặt tên định danh Tu-22M2Ye. Trong hoạt động, Tu-22M2 được các phi công gọi là Dvoika ('Deuce'). Nó thông dụng hơn loại Tu-22, nhờ tính năng thao diễn cao và buồng lái được cải tiến, nhưng sự tiện nghi và độ tin cậy vẫn còn thấp hơn mong đợi.

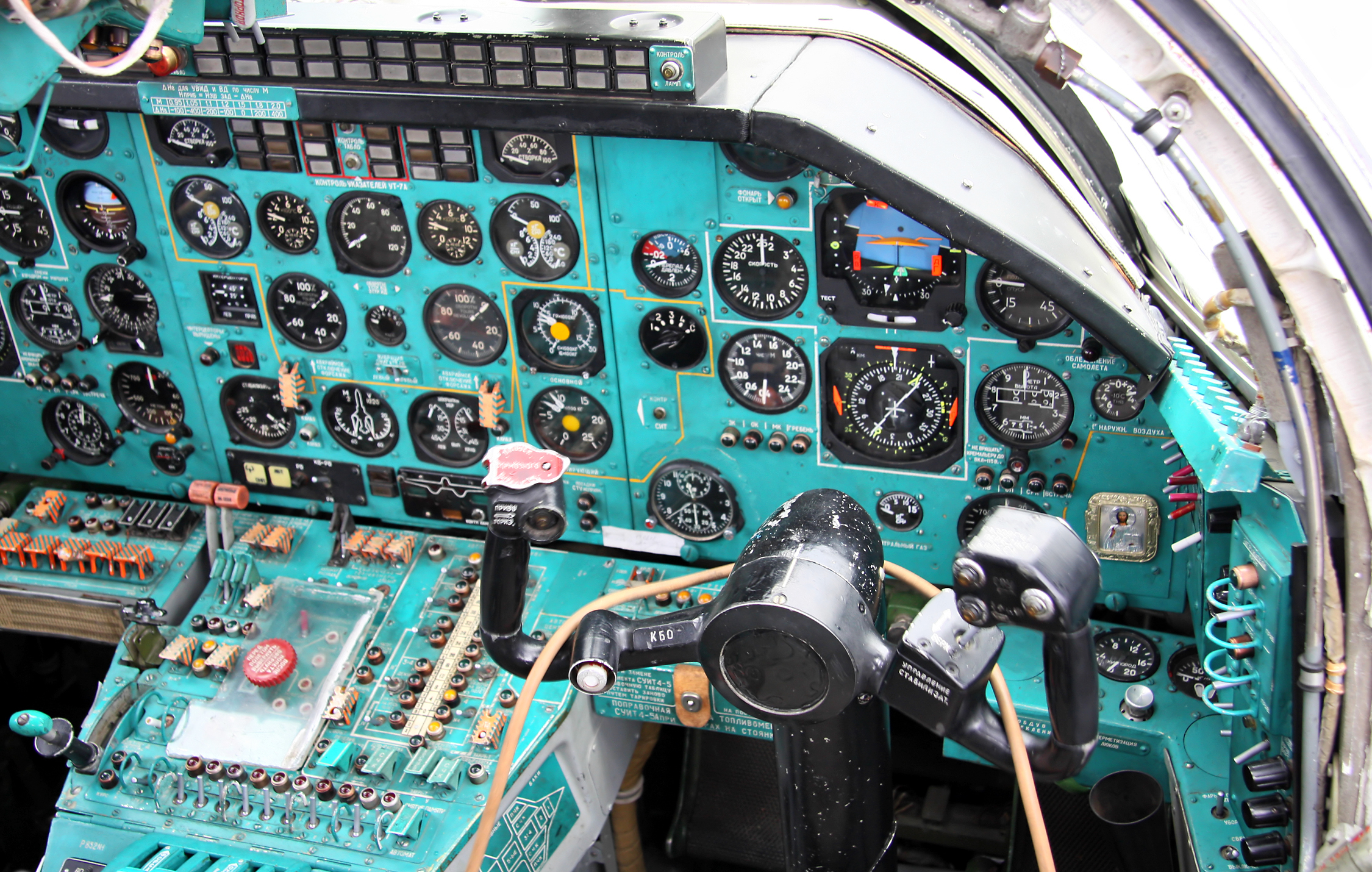
Bên phải buồng lái

Chiếc Tu-22M3 (tên hiệu NATO 'Backfire C') sau này, cất cánh lần đầu năm 1976 và đi vào hạot động năm 1983, có động cơ NK-25 mới với công suất lớn hơn, cửa hút gió hình nêm giống của MiG-25, cánh với góc chéo tối đa lớn hơn, và một mũi hếch đặt radar Leninets PN-AD và hệ thống hoa tiêu/tấn công NK-45, cải thiện khả năng bay tầm thấp (dù không thực sự là kiểu bay nap-of-the-earth). Súng đuôi được sửa chỉ còn một khẩu, và có chỗ sẵn cho việc lắp đặt bệ phóng quay cho loại tên lửa AS-16 'Kickback', tương tự loại AGM-69 SRAM của Mỹ. Chiếc máy bay mới có tính năng thao diễn tốt hơn loại -M2. Nó được các phi công đặt tên hiệu Troika ('Trio'), dù rõ ràng thỉnh thoảng nó vẫn được các binh sĩ Nga gọi là 'Backfire'.
Một điều còn gây tranh cãi liên quan tới khả năng tái nạp nhiên liệu trên không của loại Tu-22M. Khi chế tạo, Tu-22M đã được dự tính sẵn một cần tái nạp nhiên liệu trên không ở phần trên mũi. Thiết bị này được cho là đã bị dỡ bỏ sau các cuộc đàm phán SALT, dù nó có thể được lắp lại dễ dàng khi cần thiết, và trên thực tế một chiếc Tu-22M với cần nạp nhiên liệu có thể được thấy tại Sân bay Riga ngày nay.

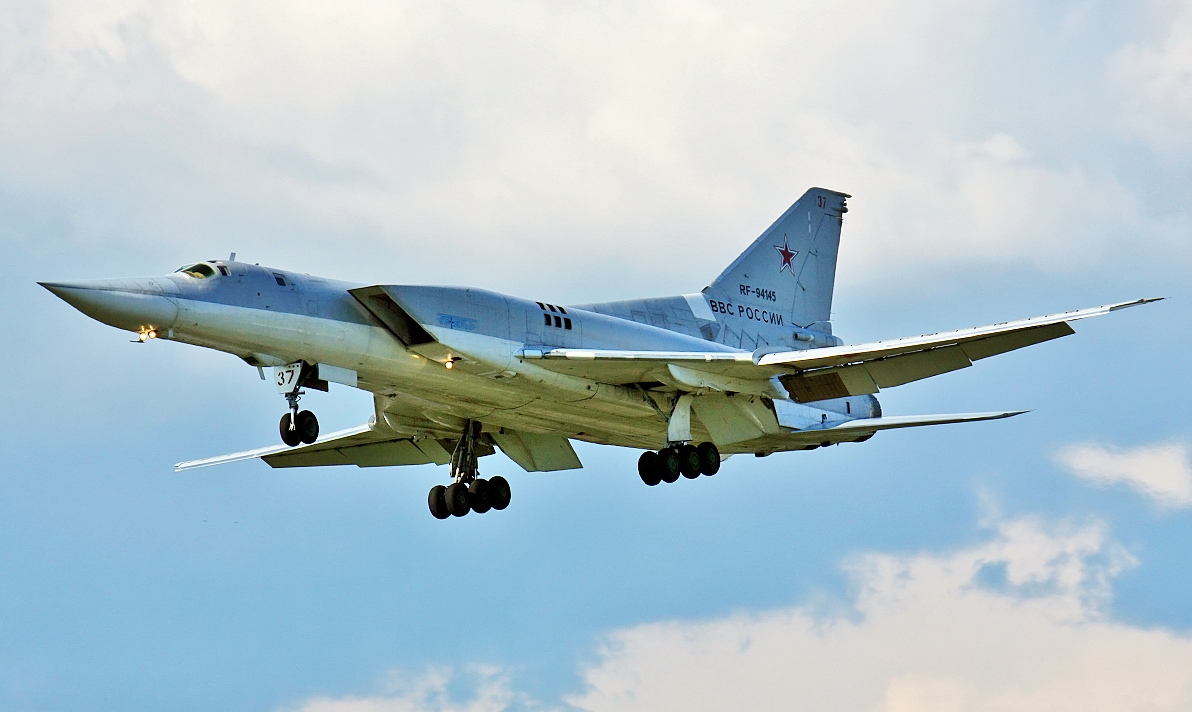
Tupolev Tu-22M3

Một số lượng nhỏ, có lẽ 12 chiếc Tu-22M3 đã được chuyển đổi theo tiêu chuẩn Tu-22M3(R) hay Tu-22MR, với radar Shompol quan sát bên và thiết bị ELINT khác. Một biến thể chuyên dùng cho chiến tranh điện tử, tên định danh Tu-22MP, được chế tạo năm 1986, nhưng tới nay rõ ràng chỉ hai hay ba nguyên mẫu được chế tạo. Một số chiếc 'Backfires' con lại đã được nâng cấp thiết bị và các hệ thống điện tử theo tiêu chuẩn Tu-22ME (không có tên hiệu riêng của NATO cho tới hiện tại).
Tổng số lượng chế tạo của tất cả các biến thể là 497 chiếc gồm cả giai đoạn tiền sản xuất.

## Hoạt động
Trong Chiến tranh lạnh, Tu-22M được VVS (Không quân Xô viết) sử dụng với vai trò ném bom chiến lược, và bởi AVMF (Aviatsiya Voyenno-Morskogo Flota, Không quân Hải quân Xô viết) sử dụng trong vai trò chống tàu trên biển. Hoa Kỳ rất quan ngại về mối đe dọa từ loại máy bay ném bom mới này. Tới năm 1982 chưa tới 200 chiếc được chế tạo. Tuy chưa có khả năng bay một vòng liên tục quanh nước Mỹ mà không tái nạp nhiên liệu, nó cũng đặt ra những mối đe dọa to lớn với các trang bị của Hải quân Hoa Kỳ và NATO ở bất cứ đâu. Khi được tái nạp nhiên liệu, thực hiện các phi vụ bay một chiều, hay vòng về căn cứ, Backfires có khả năng thâm nhập tầm thấp vào lãnh thổ Hoa Kỳ bất cứ khi nào muốn. NORAD dựa nhiều vào khả năng phát hiện và ngăn chặn các máy bay ném bom tầm cao lớn và có khá ít vũ khí không đối đất đương đầu hiệu quả với những cuộc tấn công kiểu như vậy.

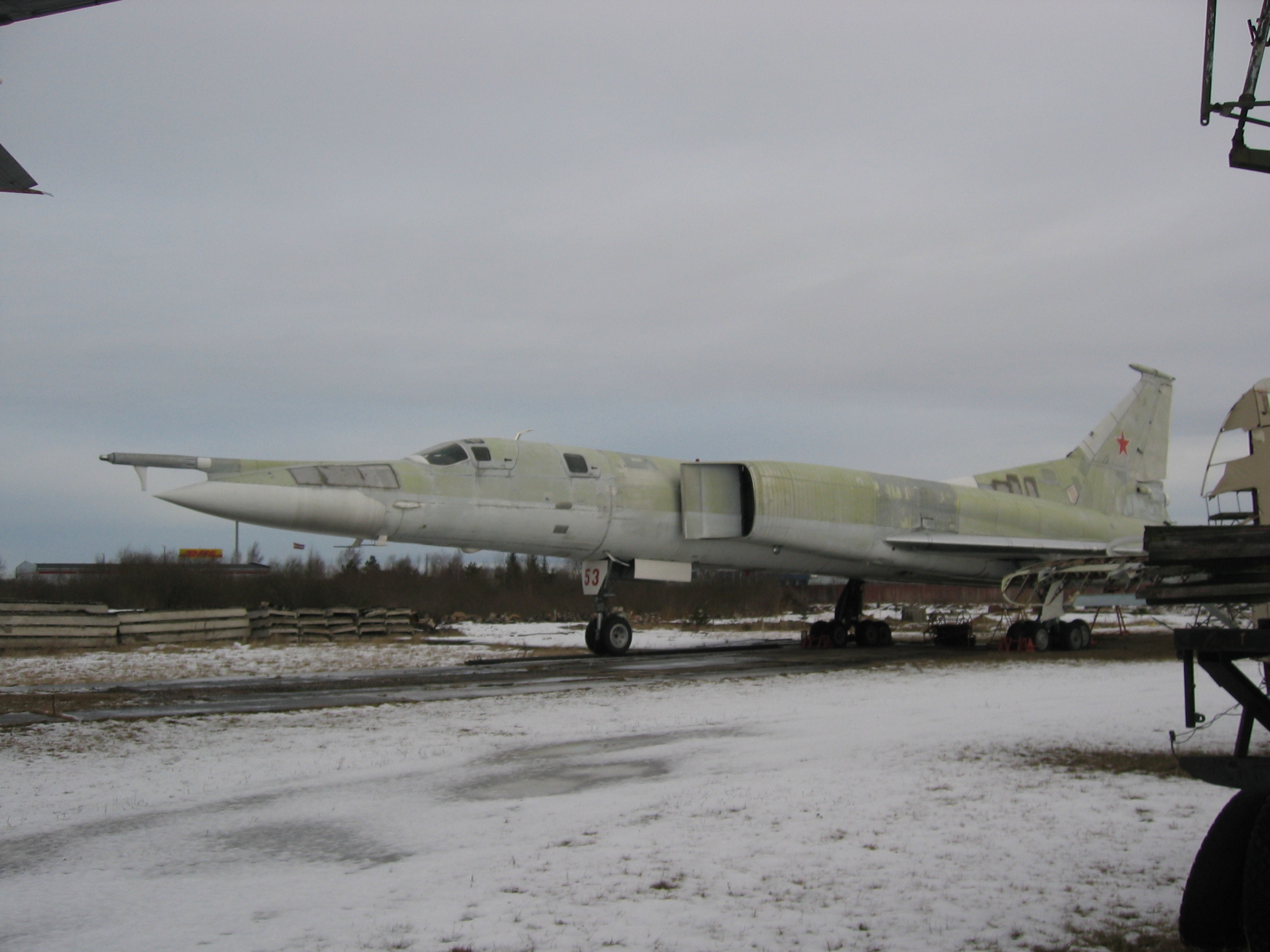
Tu-22M (lưu ý cần nạp nhiên liệu) tại Riga

Trong thập niên 1970-1980, Liên Xô duy trì trong biên chế 10 sư đoàn không quân chiến lược, mỗi sư đoàn trang bị 20 - 25 chiếc máy bay ném bom hạng nặng tầm xa Tu-22M chuyên làm nhiệm vụ tấn công tàu sân bay đối phương. Trong trường hợp xảy ra chiến tranh với Mỹ, cứ mỗi nhóm tàu sân bay của Mỹ (gồm 1 tàu sân bay và 4-12 tàu khu trục hộ tống), Liên Xô sẽ huy động 1 sư đoàn không quân chiến lược với 20 - 25 chiếc Tu-22M (mỗi chiếc mang 3 tên lửa Raduga Kh-22) để tấn công. Mỗi tên lửa Kh-22 có tầm bắn trên 600 km, vận tốc nhanh gấp 4 lần vận tốc âm thanh, giai đoạn cuối tên lửa bay rất sát mặt biển nên rất khó đánh chặn. Với 60 - 75 tên lửa phóng tới gần như cùng lúc, dù hệ thống phòng không của các tàu khu trục hộ tống Mỹ rất mạnh nhưng cũng không thể đánh chặn hết cả 60 - 75 tên lửa được. Chỉ cần 3-4 tên lửa lọt qua hệ thống phòng thủ và đánh trúng đích (mỗi tên lửa nặng 6 tấn cùng đầu đạn nặng 1.000 kg) là đủ để đánh chìm chiếc tàu sân bay Mỹ. Tên lửa phòng không trên tàu chiến Mỹ thời kỳ đó có tầm bắn tối đa khoảng 100 km, trong khi những chiếc F/A-18 Hornet của tàu sân bay Mỹ chỉ có bán kính tác chiến khoảng 600 km, do vậy Tu-22M có thể tấn công tàu sân bay Mỹ từ cự ly mà máy bay hoặc tên lửa phòng không Mỹ không thể bắn tới. Trong tiểu thuyết The Sum of All Fears, các nhà nghiên cứu quân sự phương Tây đã xây dựng kịch bản chiến tranh Liên Xô - Mỹ, trong đó một nhóm Tu-22M đã phóng Kh-22 đánh chìm tàu sân bay USS John C. Stennis ngay từ giờ đầu tiên của cuộc chiến.
Tuy đã ngừng sản xuất nhưng tới năm 2018, không quân Nga vẫn duy trì một số lượng khá lớn Tu-22. Nga có kế hoạch nâng cấp số Tu-22 lên phiên bản Tu-22M3M, bao gồm việc đại tu khung vỏ để kéo dài thời gian hoạt động, trang bị các thiết bị điện tử và vũ khí kiểu mới, bổ sung cần tiếp dầu phía trước mũi khiến cho tầm bay tăng vọt. Tu-22M3M được trang bị động cơ NK-32.02, đây cũng là loại lắp cho máy bay ném bom chiến lược Tu-160M2, nó có hiệu suất làm việc cao hơn hẳn loại NK-25 đang sử dụng, giúp mở rộng đáng kể tầm hoạt động. Chiếc Tu-22M3M sẽ được trang bị hệ thống ngắm bắn SVP-24-22 đã được thử nghiệm và hiệu chỉnh trên máy bay ném bom tiền tuyến Su-24M2 và máy bay cường kích tầm thấp Su-25SM3; đi kèm hệ thống radar hàng không NV-45 thế hệ mới. Sau khi nâng cấp, Tu-22M3M sẽ tiếp tục phục vụ không quân Nga ít nhất là tới năm 2040 trước khi được thay thế bằng 1 kiểu máy bay ném bom mới.

### Hoạt động chiến đấu

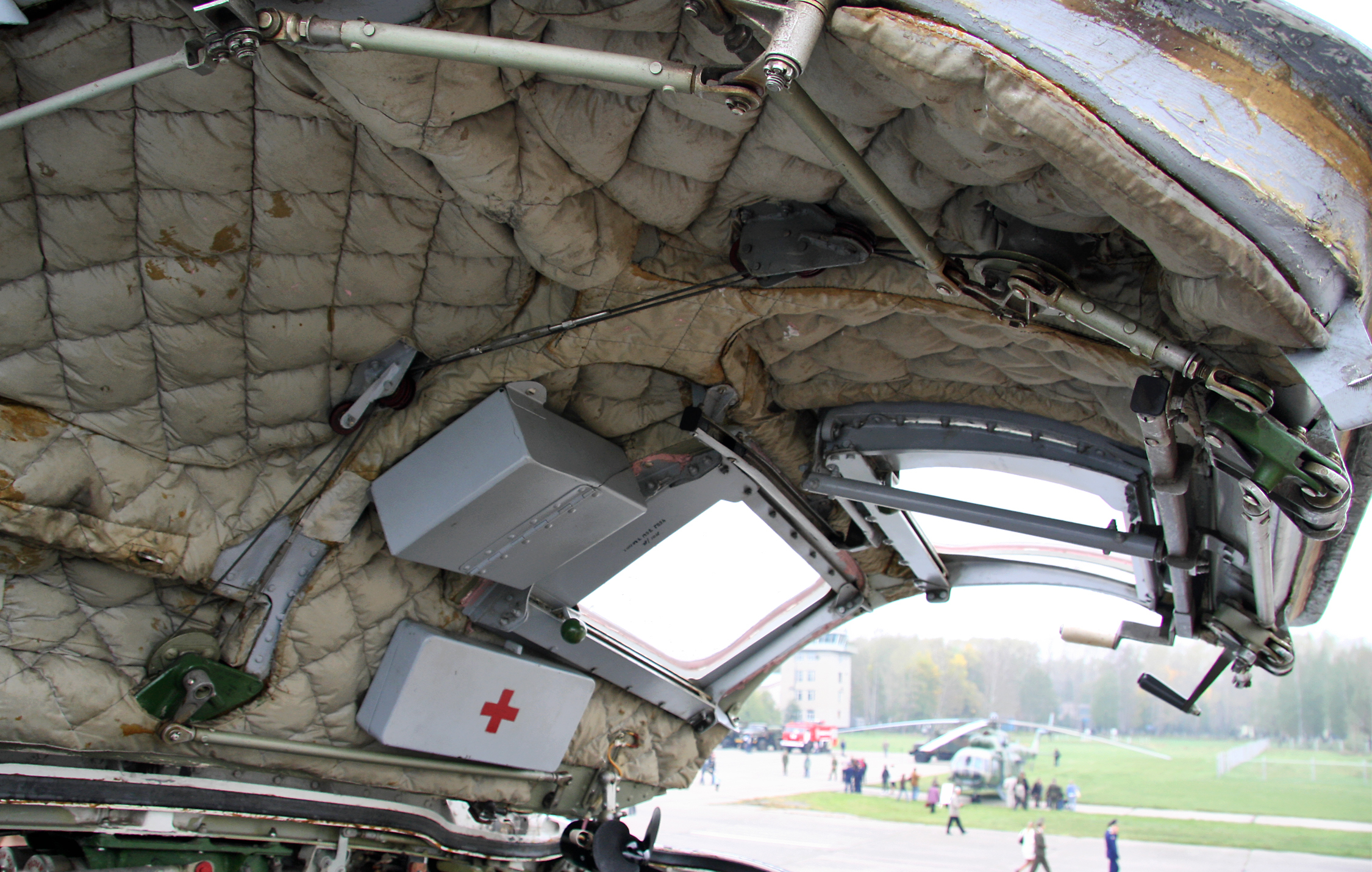
Nóc buồng lái khi mở ra

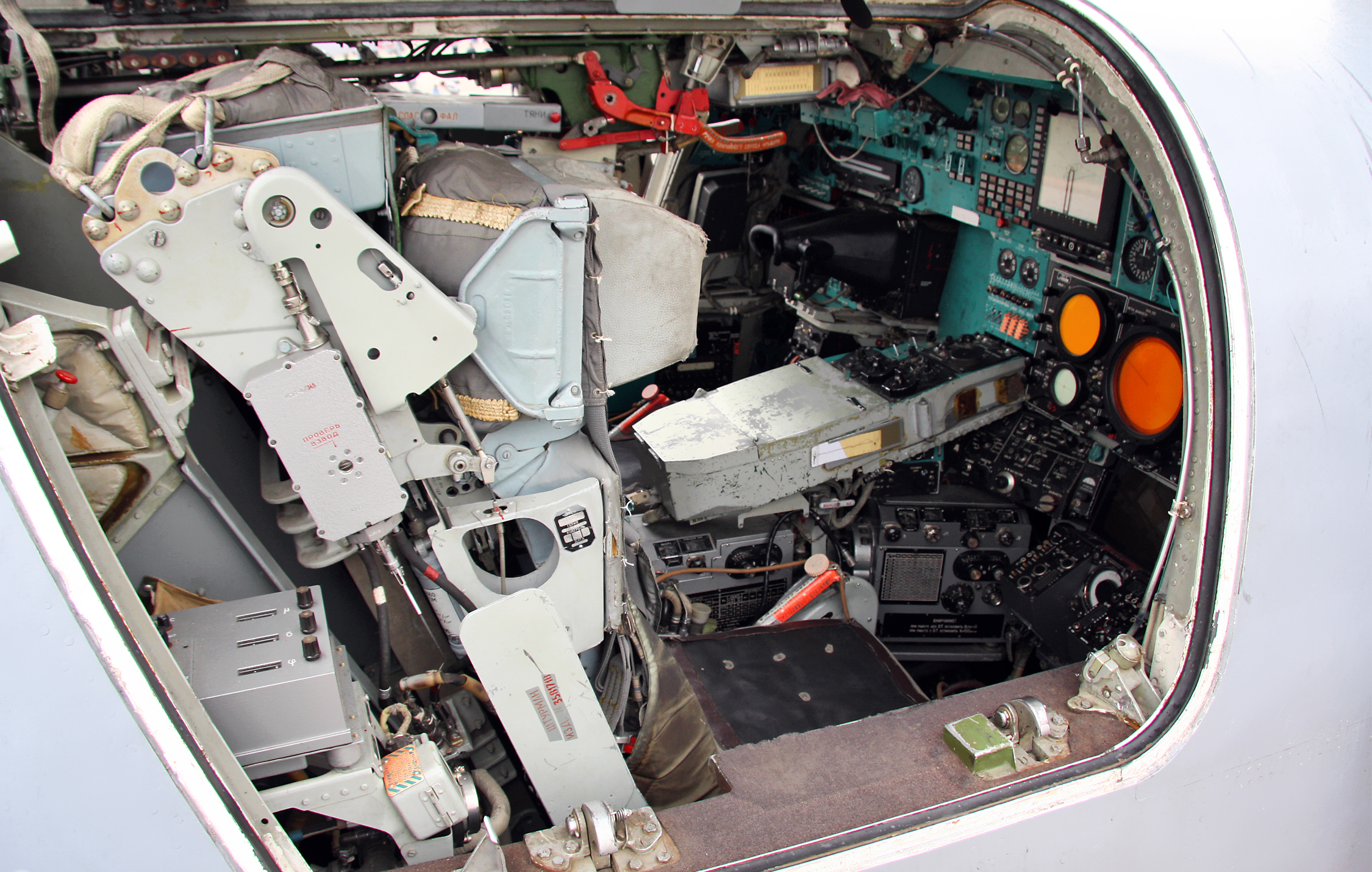
Ghế ngồi của phi công Tu-22M

Tu-22M lần đầu được sử dụng trong chiến đấu tại Afghanistan từ năm 1987 tới năm 1989. Việc sử dụng nó tương tự như việc triển khai những chiếc máy bay ném bom B-52 của Không lực Hoa Kỳ tại Việt Nam, thả một lượng lớn vũ khí quy ước. Dù có sức tấn công mãnh liệt như vậy, hiệu quả chiến lược của chúng khá ít. Liên bang Nga đã sử dụng 'Backfire' trong chiến đấu chống các lực lượng Chechen năm 1995, tiến hành không kích gần Grozny. 1 máy bay ném bom Tu-22М3 (phiên bản mới nhất của Tu-22M) đã bị hệ thống phòng không Gruzia bắn rơi.
Khi Liên bang Xô viết sụp đổ khoảng 370 chiếc còn hoạt động trong Cộng đồng các quốc gia độc lập. Tình trạng phức tạp và những khó khăn kinh tế đã ảnh hưởng mạnh tới phi đội này. Việc chế tạo chấm dứt năm 1993. Số lượng hiện tại còn 162 chiếc.
Một máy bay ném bom Tu-22M3 đã bị tên lửa phòng không Gruzia bắn hạ trong cuộc xung đột vũ trang ở Nam Ossetia ngày 10/8/2008. 

### Xuất khẩu
Liên bang Xô viết không xuất khẩu Tu-22M, nhưng sự tan vỡ của Liên bang Xô viết khiến một số chiếc còn lại trong những nước cộng hòa thuộc Liên Xô trước đây. Belarus sở hữu 52 chiếc (tình trạng hoạt động không rõ ràng). Ukraina có 29 chiếc, nhưng từ khi chính phủ Ukraine giải giáp vũ khí hạt nhân, những chiếc máy bay đó đã bị phá huỷ, chiếc cuối cùng vào năm 2004.
Tupolev đã tìm khách hàng xuất khẩu cho loại Tu-22M từ năm 1992, một số khách hàng tiềm năng là Iran, Ấn Độ và Cộng hòa Nhân dân Trung Hoa, nhưng rõ ràng chưa một hợp đồng nào trở thành hiện thực. Bốn chiếc đã được cho Ấn Độ thuê năm 2001 để đảm nhiệm vai trò trinh sát biển và tấn công  Lưu trữ ngày 18 tháng 12 năm 2001 tại Wayback Machine. Iran được thông báo cũng mua 7 chiếc Tu-22M, nhưng điều này còn chưa được xác nhận.

### Tai nạn
- Ngày 16 tháng 5 năm 1986, một chiếc Tu-22M2 ngay sau khi cất cánh từ sân bay Shaikovka (vùng Kirov, Kaluga) bùng lên một đám cháy ở phần đuôi của thân máy bay do rò rỉ dầu hỏa. Máy bay nổ tung trên không, vùi mũi xuống hồ Verkhnee (Kirov). Dầu hỏa cháy bao trùm cả trạm xe buýt ngay cổng vào nhà máy. 10 người sau đó chết tại chỗ và 4 người khác chết sau đó tại bệnh viện. Người lớn nhất 57 tuổi, người nhỏ nhất 22 tuổi. 37 người đã bị bỏng với các mức độ nghiêm trọng khác nhau vào ngày hôm đó. Sự thật về vụ tai nạn máy bay và hậu quả của nó, theo thông lệ vào thời điểm đó, được che đậy cẩn thận đến mức tờ báo khu vực đã từ chối đăng cáo phó cho các nạn nhân.[5]
- Ngày 16 tháng 6 năm 2016 một chiếc Tu-22M3 thuộc Căn cứ Hàng không số 6950 đồn trú ở Shaikovka trượt ra khỏi đường băng khi hạ cánh xuống sân bay Ostrov ở vùng Pskov và bị hư hại đáng kể, phi hành đoàn còn sống.
- Ngày 16 tháng 9 năm 2017 một chiếc Tu-22M3 đã trượt qua đường băng tại Căn cứ Không quân Shaykovka khiến máy bay bị phá hủy.[6]
- Ngày 22 tháng 1 năm 2019, một chiếc Tu-22M3 đã rơi sau một chuyến bay huấn luyện gần thành phố Olenegorsk ở vùng Murmansk của Nga. Ba trong số bốn thành viên phi hành đoàn đã chết trong vụ tai nạn. Một đoạn video cho thấy khung máy bay ngay lập tức bị vỡ và tách ra khỏi khu vực buồng lái phía trước lúc máy bay hạ cánh.[7]
- Ngày 23 tháng 3 năm 2021, một máy bay ném bom chiến lược Tu-22M3 của Nga tại sân bay khu vực Kaluga, cách thủ đô Moscow 190 km gặp trục trặc tại ghế phóng, nó đột ngột hất văng 3 phi công lên không trung khi chiếc máy bay đang cất cánh, khiến 3 người đều thiệt mạng.[8]

## Bên sử dụng

### Hiện tại
- Nga: 162 [4]

### Trước kia
- Belarus (đã ngừng hoạt động)
- Ukraina (đã ngừng hoạt động)
- Liên Xô - Tất cả những chiếc Tu-22M của Liên Xô được trao lại cho các nước cộng hoà.

## Ngoài lề
Tu-22M là nhân vật nổi bật trong tiểu thuyết Red Storm Rising của Tom Clancy, và bộ phim WarGames. Trong phim The Sum of All Fears, một nhóm Tu-22M tấn công và phá hỏng tàu USS John C. Stennis. Trong phim "Peculiarities of National Hunting" (tiếng Nga: «Особенности национальной охоты» 1995 г., 94 мин., Россия; Ленфильм, Госкомкино России; Художественный кинофильм) nhiều kiểu Tu-22M cùng đóng một chiếc máy bay mang theo một con bò ở khoang vũ khí.

## Đặc điểm kỹ thuật (Tu-22M3 'Backfire-C')

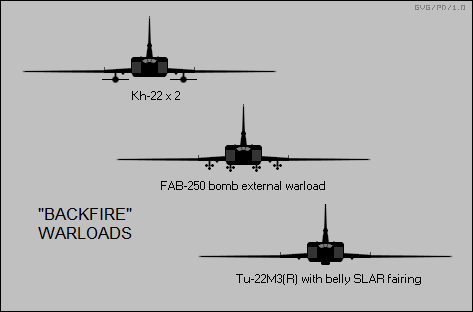
Tu-22M3

### Đặc điểm chung
- Phi đội: 4 người (phi công, phi công phụ, sĩ quan ném bom, sĩ quan các hệ thống phòng vệ)
- Chiều dài: 41.46 m (136 ft)
- Sải cánh:
  - Góc nghiêng 20°: 34.28 m (112 ft 6 in)
  - Góc nghiêng 65°: 23.30 m (76 ft 5 in)
- Chiều cao: 11.05 m (36 ft 3 in)
- Diện tích cánh:
  - Xoè: 183.6 m² (1.976 ft²)
  - Cụp: 175.8 m² (1.892 ft²)
- Trọng lượng rỗng: 58.000 kg (172.000 lb)
- Trọng lượng chất tải: 112.000 kg (247.000 lb)
- Trọng lượng cất cánh tối đa: 126.000 kg (277.800 lb)
- Động cơ: 2 động cơ phản lực cánh quạt đẩy Klimov NK-25, 245 kN (55.000 lbf) mỗi chiếc

### Đặc tính bay
- Tốc độ tối đa: Mach 1.88 (2.000 km/h, 1.242 mph)
- Bán kính chiến đấu: 2410 km (1500 mi)
- Tầm hoạt động: 7000 km (4350 mi)
- Trần bay tối đa: 13.300 m (43.635 ft)
- Tốc độ lên: 15 m/s (91 ft/min)
- Lực nâng tải của cánh: 688 kg/m² (147 lb/ft²)
- Lực đẩy/trọng lượng: 0.40

### Trang bị vũ khí
- Súng: 1×pháo GSh-23 ở tháp pháo đuôi
- Bom và tên lửa: các mấu cứng cánh và trong thân cùng một khoang trong có sức chứa 21.000 kg (46.300 lb) vũ khí
  - Từ 1× tới 3× tên lửa ở khoang vũ khí Raduga Kh-22 và trên các mấu cánh hay
  - 1× bệ phóng quay trong cho sáu tên lửa hạt nhân tầm ngắn Raduga Kh-15 cộng hai hoặc hơn tên lửa Kh-15 hay Kh-27 trên mỗi mấu cánh
  - Nhiều loại bom tự do. Trang bị thông thường 69× FAB-250 hay 8× FAB-1500.

## Chủ đề liên quan
- Liên quan
  - Tupolev Tu-22
  - Tupolev Tu-98
  - Tupolev Tu-160
- Máy bay tương tự
  - B-1 Lancer
- Dãy
  - Tupolev: Tu-103 - Tu-104 - Tu-105 - Tu-106 - Tu-107 - Tu-110 - Tu-114
  - Không quân Xô viết: Tu-14 - Tu-16 - Tu-20 - Tu-22/Tu-22M - Tu-24 - Tu-26 - Tu-28 - Tu-160